# Langnek
Langnek is een uitbeelding van het sprookje van De zes dienaren in het Sprookjesbos in het Nederlands attractiepark de Efteling. Langnek opende op 31 mei 1952 tegelijk met de rest van het park. Het is het derde sprookje op de route door het Sprookjesbos en ligt tussen het Kabouterdorp en Roodkapje.

## Onderdelen

### Langnek

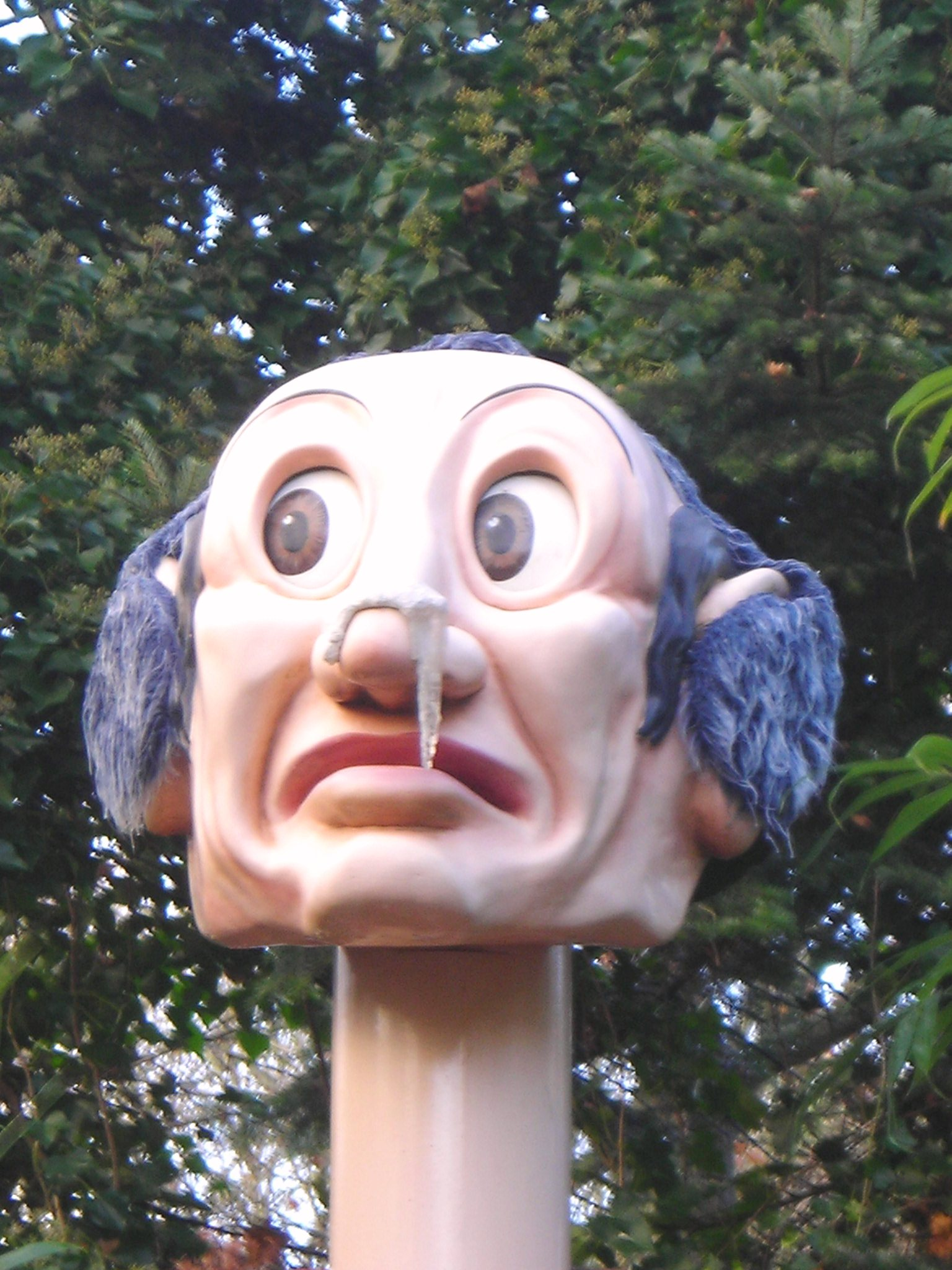
Langnek tijdens de Winter Efteling.

Langnek is vormgegeven als een reus die zittend op een rots zijn 4,8 meter lange nek uitstrekt en daarbij met zijn hoofd en ogen in het rond spiedt. Langnek draagt gele bovenkleding, een groene broek, rood gewaad en rode schoenen. Op de achtergrond is de stem van Peter Reijnders te horen die het sprookje van De zes dienaren vertelt, begeleid door het muziekstuk 'In The Moonlight' van Albert Ketèlbey. Wanneer de nek van Langnek ingeschoven is. Bevindt deze zich in een buis onder de rots. Door middel van een motor achter de rots wordt de nek om- of omlaag bewogen. 
Tijdens de Winter Efteling krijgt Langnek winterkleding aan zoals een sjaal en oorwarmers. Ook hangen er ijspegels aan zijn neus. Welke decoraties er aangebracht worden verschilt per jaar. 
Inmiddels is Langnek uitgegroeid tot een blikvanger in het park en wordt gebruikt voor merchandise zoals koelkastmagneten, knuffels, pins, ansichtkaarten, kleding enzovoorts. Ook is Langnek terug te zien in parktheaters en op televisie in de serie Sprookjesboom. 

### Kogeloog
Kogeloog is de naam voor het horecapunt dat tegenover Langnek staat. Het is vernoemd naar het personage Kogeloog uit het sprookje De Zes Dienaren. Aan de muren in de gaanderij hangen borden met afbeeldingen en de namen van de overige personages uit het sprookje. Voor het horecapunt ligt een terras. Bovenop de gevel staat de naam Kogeloog met een buste van hem erboven. Rechts van het horecapunt loopt een stuk muur door. Hierin bevindt zich Wagen Gijs, een van de Holle Bolle Gijzen in de Efteling. Hij zit met opgetrokken benen in een wagen vol met voedsel.

## Geschiedenis[5]

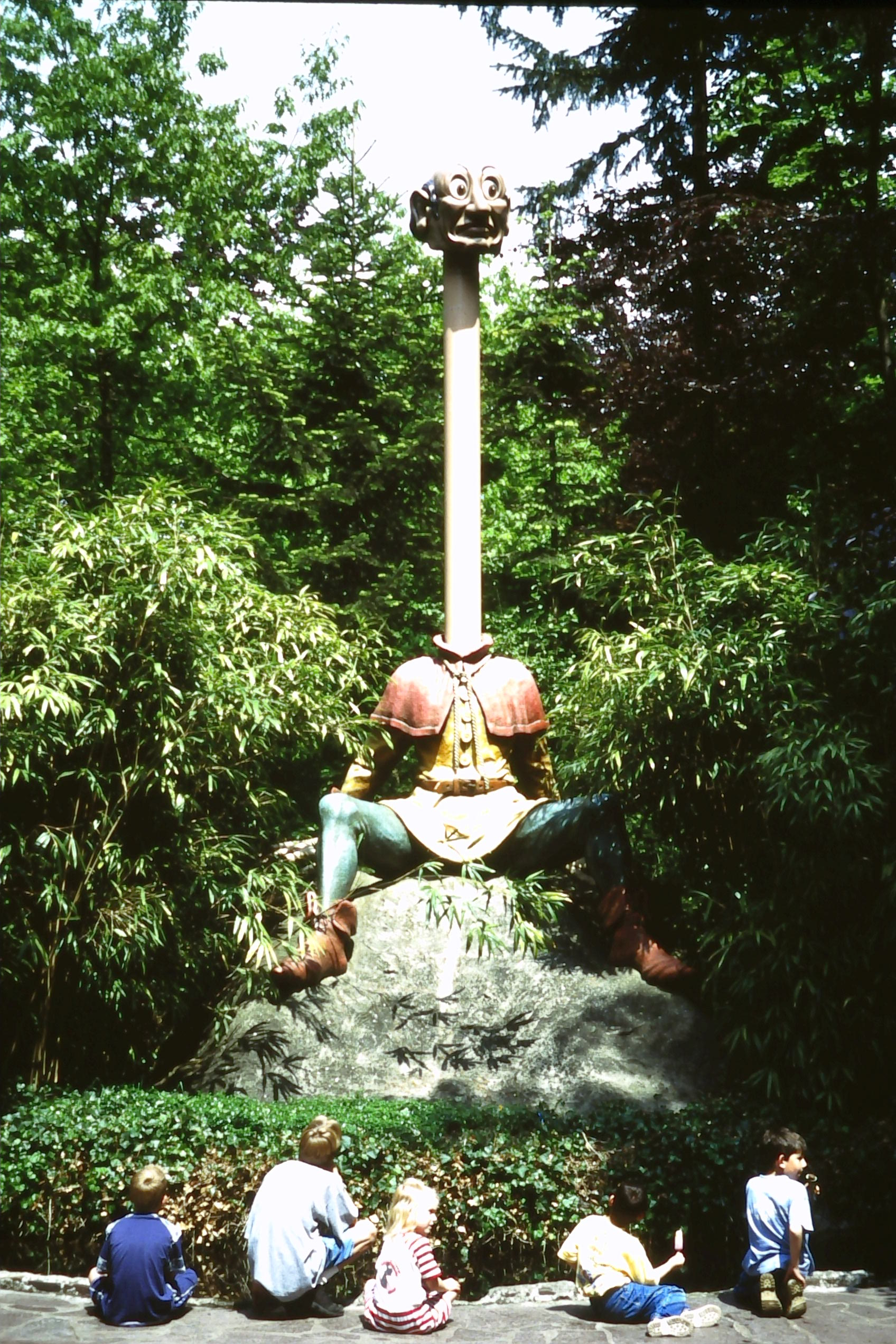
Langnek in de jaren 90.

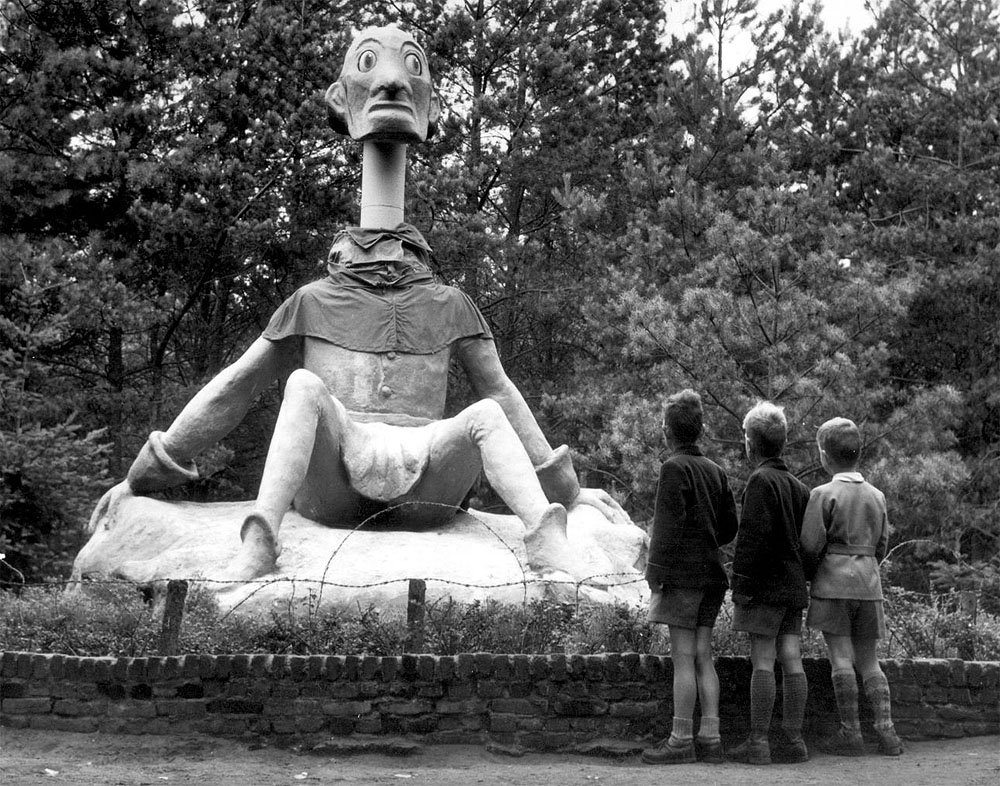
Langnek in 1955

Langnek is een van de eerste tien sprookjes waarmee het Sprookjesbos in 1952 opende. In de beginjaren wordt Langnek door het park ook wel Lange Jan genoemd. Twee jaar later in 1954 werd ook het personage Kogeloog uit De zes dienaren in het Sprookjesbos geplaatst. Kogeloog stond achter Langnek op de locatie waar De Kleine Zeemeermin staat. Kogeloog bestond uit een statische buste van een hoofd met een wesp op zijn neus. Een jaar later, in 1955, werd er een vijver voorlangs het tafereel gegraven. In 1967 werd de galerij tegenover Langnek, die gebruikt kon worden om te schuilen tegen de regen, omgebouwd tot horecapunt met de naam Kogeloog. Tegelijk werd naast horecapunt Kogeloog Wagen Gijs, een Holle Bolle Gijs, in gebruik genomen. Het is daarmee de een na oudste Hollebolle Gijs van de Efteling. In februari van 1968 wordt het hoofd van Langnek door onbekenden gestolen. 
De oorspronkelijke figuur werd ontworpen door Anton Pieck. In de jaren 70 werden er diverse aanpassingen aan Langnek gedaan, zodat hij er realistischer uitzag. De jaren 70-versie is een ontwerp van Ton van de Ven. In 2000 werd er een sprookjesboek geplaatst nabij Langnek waarop kort het verhaal van De zes dienaren beschreven staat in vier talen. Twee jaar later, in 2002, sloot horecapunt Kogeloog. Het gebouw bleef wel staan. Datzelfde jaar werden een schaalmodel van Langnek en Wagen Gijs toegevoegd in het Haagse Madurodam. In april 2013 kreeg Langnek een grote onderhoudsbeurt. Sinds de eerste Winter Efteling wordt Langnek iedere winter van oorwarmers voorzien. In 2018 werden de oorwarmers vervangen door een muts die op 14 november gebreid werd in het IJspaleis. Vanwege de toenemende bezoekersaantallen in de Efteling heropende horecapunt Kogeloog in 2019 weer de deuren. In 2022 vierde Langnek zijn 70 jarig bestaan. Er werd door de Efteling een feestmuts op hem geplaatst. In 2023 onderging Langnek een onderhoudsbeurt van enkele weken waarbij onder meer het tafereel opnieuw geverfd werd.